# Abadia dos Dourados
Abadia dos Dourados là một đô thị thuộc bang Minas Gerais, Brasil. Đô thị này có diện tích 894,515 km², dân số năm 2007 là 6556 người, mật độ 7,2 người/km².